# Flugumýrarbrenna

Se conoce como Flugumýrarbrenna el ataque hús-brenna (incendio intencionado) que tuvo lugar el 22 de octubre de 1253 en Islandia durante el Sturlungaöld (era de los Sturlung). El poderoso caudillo islandés (goði) Gissur Þorvaldsson había regresado de Noruega con el favor real y se asentó en Flugumýri, Skagafjörður. Flugumýri es un antiguo señorío en Blönduhlíð, donde vivía el caudillo del clan de los Ásbirningar.
Durante aquel tiempo, jarl Gissur estaba tratando de compensar y arreglar asuntos con el clan Sturlungar, concertando un matrimonio entre su hijo mayor, Hallur, y la hija de Sturla Þórðarson de 13 años, Ingibjörg Sturludóttir (n. 1240). Pero no todos los seguidores de los Sturlungar estaban preparados para perdonar y olvidar. El 22 de octubre de 1253, Eyjólfur ofsi Þorsteinsson y sus seguidores prendieron fuego a la hacienda donde se iba a celebrar la boda y entraron en un conflicto armado con Gissur y sus hombres. Eyjólfur buscaba venganza por su expulsión de Skagafjörður y por la muerte de su suegro Sturla Sighvatsson que murió en la batalla de Örlygsstaðir a manos del mismo Gissur y sus fuerzas. 25 personas murieron por el fuego y la trifulca, incluidos la esposa de Gissur, Gróa y sus tres hijos. Gissur escapó y maquinó la venganza de aquellos que estuvieron involucrados, pero Eyjólfur, cabecilla de los atacantes, no se dejó atrapar. Eyjólfur no se libraría de su destino indefinidamente, ya que murió en la batalla de Þverárfundur el 19 de julio de 1255.
La historia sobrevivió en relatos folclóricos durante mucho tiempo, y algunos investigadores creen que los hechos inspiraron el argumento de la saga de Njál (o viceversa).